# Aname tepperi
Aname tepperi là một loài nhện trong họ Nemesiidae.
Aname tepperi được miêu tả năm 1902 bởi Hogg.